# Marie Raymond
Marie Raymond (* 4. Mai 1908 in Colle-sur-Loup, Département Alpes-Maritimes; † 1989 in Paris) war eine französische Malerin und Mutter des Malers Yves Klein.

## Leben und Werk
Raymond studierte an den freien Akademien in Nizza und Paris. Sie malte bis 1938 gegenständlich und wandte sich dann der Abstrakten Malerei zu. Sie vertrat in ihrem Werk eine von der École de Paris im Umfeld der Galerie Denise René geprägte, traditionelle Kompositionsauffassung der Farb- und Formbalance, die nicht ganz ohne Einfluss ihrer Malerkollegen Nicolas de Staël und Piet Mondrian war.
Raymond war mit Fred (Frédéric) Klein verheiratet, einem figurativen Maler niederländischer Abstammung. Yves Klein wurde 1928 in Elternhaus seiner Mutter in Nizza geboren. 1930 zog Marie Raymond mit ihrem Mann nach Paris, wo ihr Ateliernachbar am Montmartre Piet Mondrian war. Sie musste aber wegen finanzieller Probleme zeitweilig wieder nach Nizza zurückkehren. Zu Kriegsbeginn suchte Raymond mit ihrem Mann für vier Jahre im südfranzösische Cagnes-sur-Mer Zuflucht, wo sich eine Künstlergemeinde um den exilrussischen Maler Nicolas de Staël und den Deutschen Hans Hartung gebildet hatte.
Sie gehörte Anfang der 1950er Jahre zu den erfolgreichen Malerinnen in Paris. 1949 wurde sie mit dem wichtigen Kunstpreis Prix Kandinsky ausgezeichnet. Zwischen 1946 und 1954 fand in der Wohnung der Familie ein wöchentlicher Salon, der „Les Lundis de Marie“ statt, in dem einflussreiche Galeristen und Künstler wie Iris Clerc, Colette Allendy, Jean Tinguely und Raymond Hains verkehrten und bei dem auch Yves Klein oft anwesend war. 1960 erhielt Marie Raymond den italienischen Premio Marzotto. Sie war mehrere Jahre Pariser Korrespondentin der holländischen Zeitschrift Kunst en Kultuur.

## Ausstellungen
- 1951 Biennale de Sao Paulo
- 2004 Yves Klein und Marie Raymond, Musée des Beaux-Arts, Angers
- 2006 Yves Klein und Marie Raymond, Museums Ludwig, Koblenz